# Prawda (gmina)
Prawda (od 1973 Stoczek Łukowski) – dawna gmina wiejska istniejąca do 1954 roku w woj. lubelskim. Siedzibą władz gminy była Prawda, a następnie miasto Stoczek.
Za Królestwa Polskiego gmina należała do powiatu łukowskiego w guberni siedleckiej. 13 stycznia 1870 do gminy przyłączono pozbawiony praw miejskich Stoczek.
7 lutego 1919 z gminy wyłączono Stoczek Łukowski, któremu przywrócono prawa miejskie, przekształcając go w gminę miejską. 1 kwietnia 1928 dołączono do niej wieś i kolonię Turzec z gminy Tuchowicz.
W okresie powojennym gmina należała do powiatu łukowskiego w woj. lubelskim. Według stanu z dnia 1 lipca 1952 roku gmina składała się z 29 gromad.
Gmina została zniesiona 29 września 1954 roku wraz z reformą wprowadzającą gromady w miejsce gmin. Jednostki nie przywrócono 1 stycznia 1973 roku po reaktywowaniu gmin, utworzono natomiast jej terytorialny odpowiednik, gminę Stoczek Łukowski.